# Cathaoirleach
Cathaoirleach (Aussprache: [ˈkaˌhiːɾʲlʲəx], irisch, zu cathaoir „Stuhl“, vgl. den entsprechenden Gebrauch von englisch „chair“) ist der offizielle Titel des Vorsitzenden des irischen Oberhauses (Seanad Éireann). Die Rechte des Cathaoirleach umfassen u. a.:
- die Erteilung des Rederechts,
- das Einbringen von Anträgen ins Oberhaus, die Überwachung derer Fortschritte und das Verkünden des Ergebnisses,
- in Fällen schwerer Vergehen die Entlassung von Parlamentariern oder die Erteilung von Hausverbot,
- durch das Hausrecht den (vorübergehenden) Ausschluss von Oberhaus-Mitglieder aus dem Seanad.

Der Cathaoirleach ist von Amts wegen Mitglied in der Presidential Commission, die als Kollektivorgan als Vize-Präsident Irlands agiert. Der Begriff Cathaoirleach wird in Irland weitläufig für Vorsitzende verschiedener Organisationen verwendet.

## Liste der Cathaoirligh des Seanad Éireann
| Nr. | Name                             | Dienstantritt      | Dienstende         | Partei      |
| 1   | James Campbell, 1. Baron Glenavy | 1922               | 1928               |             |
| 2   | Thomas Westropp Bennett          | 1928               | 1936               |             |
| 3   | Seán Gibbons                     | 1938               | 1943               |             |
| 4   | Seán Goulding                    | 1943               | 1948               |             |
| 5   | Timothy J. O’Donovan             | 1948               | 1951               |             |
| 6   | Liam Ó Buachalla                 | 1951               | 1954               |             |
| 7   | Patrick F. Baxter                | 1954               | 1957               |             |
| 8   | Liam Ó Buachalla                 | 1957               | 1969               |             |
| 9   | Michael Yeats                    | 1969               | 1973               | Fianna Fáil |
| 10  | Micheál Cranitch                 | 3. Januar 1973     | 1. Juni 1973       | Fianna Fáil |
| 11  | James Dooge                      | 11. Juni 1973      | 27. Oktober 1977   | Fine Gael   |
| 12  | Séamus Dolan                     | 27. Oktober 1977   | 8. Oktober 1981    | Fianna Fáil |
| 13  | Charlie McDonald                 | 8. Oktober 1981    | 13. Mai 1982       | Fine Gael   |
| 14  | Tras Honan                       | 13. Mai 1982       | 23. Februar 1983   | Fianna Fáil |
| 15  | Patrick J. Reynolds              | 23. Februar 1983   | 25. April 1987     | Fine Gael   |
| 16  | Tras Honan                       | 25. April 1987     | 1. November 1989   | Fianna Fáil |
| 17  | Seán Doherty                     | 1. November 1989   | 23. Januar 1992    | Fianna Fáil |
| 18  | Seán Fallon                      | 23. Januar 1992    | 12. Juli 1995      | Fianna Fáil |
| 19  | Liam Naughten                    | 12. Juli 1995      | 16. November 1996  | Fine Gael   |
| 20  | Brian Mullooly                   | 12. November 1996  | 27. November 1996  | Fianna Fáil |
| 21  | Liam T. Cosgrave                 | 27. November 1996  | 17. September 1997 | Fine Gael   |
| 22  | Brian Mullooly                   | 17. September 1997 | 12. September 2002 | Fianna Fáil |
| 23  | Rory Kiely                       | 12. September 2002 | 13. September 2007 | Fianna Fáil |
| 24  | Pat Moylan                       | 13. September 2007 | 25. Mai 2011       | Fianna Fáil |
| 25  | Paddy Burke                      | 25. Mai 2011       | 8. Juni 2016       | Fine Gael   |
| 26  | Denis O’Donovan                  | 8. Juni 2016       | 29. Juni 2020      | Fianna Fáil |
| 27  | Mark Daly                        | 29. Juni 2020      | 16. Dezember 2022  | Fianna Fáil |
| 28  | Jerry Buttimer                   | 16. Dezember 2022  | 30. November 2024  | Fine Gael   |
| 29  | Mark Daly                        | 1. Dezember 2024   | amtierend          | Fianna Fáil |

## Weblink
- Offizielle Website